# Proscomidie

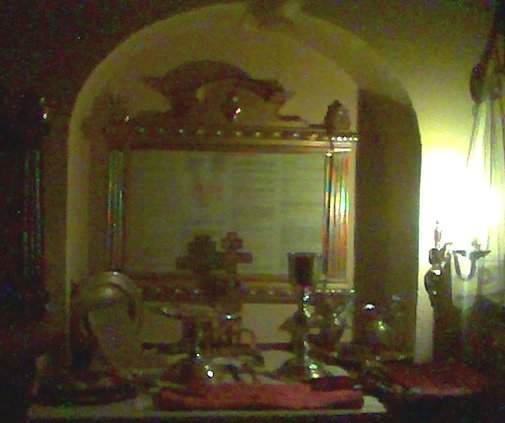
Proscomidie în ritul bizantin.

- Proscomidia sau proteza, cu predilecție în riturile de origine capadociană, e o ceremonie pregătitoare euharistiei, ce constituie în depunerea - și eventual tocmai tăierea - pâinii și a vinului pe vasele de cult, și în ofertoriul propriu-zis. Proscomidia are loc înainte de proclamarea cuvântului.
- Proscomidia - masă sau firidă în peretele de nord al altarului unde se săvârșește proscomidia.

Proscomidia, în esența ei, constă în punerea înainte a darurilor pentru jertfa liturgică, însăși denumirea de Proscomidie venind de la cuvântul grecesc προσκομιδη care înseamnă a pune înainte, a aduce, a oferi, a face dar. Mai precis slujba Proscomidiei constă în alegerea, pregătirea și afierosirea de către preot a darurilor de pâine și vin aduse de credincioși la altar. Astfel darurile sunt ridicate la calitatea de Cinstite Daruri, gata pentru a fi sfințite și prefăcute în Trupul și Sângele Domnului în cadrul Sfintei Liturghii.

## Proscomidia în secolul al VII-lea

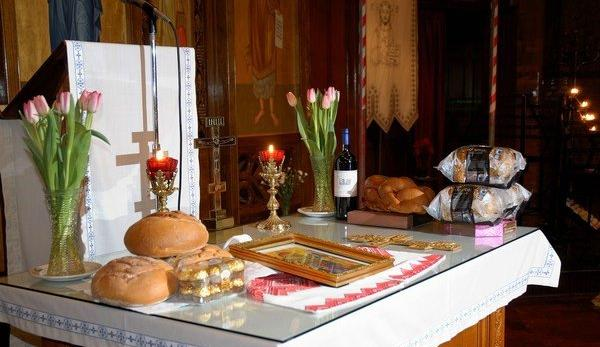
Obiecte liturgice
în ritualul proscomidiei

Proscomidia a constituit întotdeauna o parte a Sfintei Liturghii. Dar în primele secole creștine ritualul ei era  mult mai simplu, evoluând ulterior până la forma de azi. În esență consta în primirea de către diaconi a darurilor de pâine și vin aduse de credincioși și alegerea celor menite pentru jertfă urmând ca episcopul sau preotul să le binecuvinteze.
Locul primirii darurilor era o încăpere numită proscomidiar sau schevofilachion. Această încăpere era situată în latura de nord a altarului, inițial fiind distinctă de biserică.
În ceea ce privește timpul săvârșirii și rânduiala Proscomidiei nu avem descrieri precise din această perioadă. O opinie larg răspândită și însușită de numeroși liturgiști  afirmă că ritualul primirii și pregătirii darurilor pentru Sfânta Jertfă avea loc, în primele veacuri, la începutul Liturghiei credincioșilor. După plecarea catehumenilor credincioșii prezentau diaconilor darurile lor de pâine și vin. Diaconii strângeau darurile la proscomidiar, le alegeau pe cele necesare pentru Sfânta Jertfă și le aduceau apoi la altar punându-le pe Sfânta Masă. Aici episcopul sau preotul le afierosea ca daruri de jertfă printr-o rugăciune specială. Deplasarea Proscomidiei la începutul Liturghiei catehumenilor s-a făcut, potrivit acestei opinii, în sec. VI-VII ca urmare, pe de o parte, a slăbirii și dispariției disciplinei catehumenilor și, pe de altă parte, a dezvoltării crescânde a ritualului Proscomidiei.
O altă opinie, mai nouă  susține că Proscomidia s-a aflat întotdeauna la începutul Liturghiei. Se aduce ca argument faptul că așezarea Proscomidiei la începutul Sfintei Liturghii este specifică tuturor Liturghiilor orientale pe când pregătirea darurilor înainte de anafora este specifică Liturghiilor latine. Cel puțin în regiunea Siriei de vest (Antiohia) există dovada faptului că credincioșii aduceau încă de la începutul Sfintei Liturghii darurile însoțite de pomelnice. Potrivit acestei opinii în primele veacuri credincioșii veneau la începutul Sfintei Liturghii aducând daruri de pâine și vin însoțite de pomelnice cu numele lor pe care le încredințau diaconilor aflați în schevofilachion. Diaconii alegeau și pregăteau darurile pentru Sfânta Jertfă. Episcopul sau preotul protos venind la slujbă intra mai întâi în schevofilachion și binecuvânta darurile iar apoi intra în biserică și începea Sfânta Liturghie. La începutul Liturghiei catehumenilor darurile erau aduse de către diaconi la altar. 

## Proscomidia între secolele al VII-lea — al XIV-lea
Evoluția Proscomidiei după secolul al VII-lea reflectă schimbarea care a intervenit în atitudinea față de Sfânta Liturghie și în înțelegerea acesteia, și anume scăderea numărului celor ce se împărtășeau și accentuarea sensului ei mistico-simbolic.
Mai întâi a intervenit necesitatea practică a tăierii prescurii destinată Sfintei Jertfe deoarece, în condițiile introducerii împărtășaniei credincioșilor cu lingurița și a reducerii numărului celor care se împărtășeau, era suficientă doar o parte din prescură și nu una întreagă cum era până atunci. Ca urmare primul ritual nou pe care îl putem constata la Proscomidie este ritualul scoaterii și pregătirii agnețului. Potrivit comentariului liturgic al patriarhului Gherman I al Constantinopolului, în sec. al VIII-lea. Proscomidia consta din următoarele acte: preotul sau diaconul tăia cu copia Agnețul (nimic zicând), îl punea pe disc, turna vin și apă în potir, iar preotul rostea rugăciunea punerii înainte: „Dumnezeule, Dumnezeul nostru...” peste ele, învelea și tămâia.

## Conform riturilor
Vezi articolele principale:
- proscomidia bizantină
- proscomidia armenească